# Gramine
Gramine (còn được gọi là donaxine) là một alcaloid indole tự nhiên có trong một số loài thực vật. Gramine có thể đóng một vai trò phòng thủ trong các nhà máy này, vì nó độc hại đối với nhiều sinh vật.

## Xảy ra
Gramine đã được tìm thấy trong cây sậy khổng lồ, Arundo donax, Acer saccharinum (Silver Maple), Hordeum, (một chi cỏ bao gồm lúa mạch) và Phalaris  (một chi cỏ khác).

## Tác dụng và độc tính
Gramine đã được tìm thấy để hoạt động như một chất chủ vận của thụ thể adiponectin 1 (AdipoR1).
LD50 của ngữ pháp là 44,6 mg/kg iv ở chuột và 62,9 mg/kg iv ở chuột. Nhiều nghiên cứu đã được thực hiện về độc tính ở côn trùng gây hại cho cây trồng để sử dụng làm thuốc trừ sâu có thể.